# بريتو وليامز
بريتو وليامز (بالإنجليزية: Brett Williams)‏ (1 ديسمبر 1987 ساوثهامبتون المملكة المتحدة - ) هو لاعب كرة قدم بريطاني يلعب كمهاجم.

## روابط خارجية
- بريتو وليامز على موقع قاعدة بيانات كرة القدم.إي يو (الإنجليزية)
- بريتو وليامز على موقع Soccerbase.com (لاعب) (الإنجليزية)
- بريتو وليامز على موقع Soccerway.com (الإنجليزية)